# Neoseiulella arinoi
Neoseiulella arinoi är en spindeldjursart som beskrevs av Moraza, Pena-Estevez och Ferragut 2005. Neoseiulella arinoi ingår i släktet Neoseiulella och familjen Phytoseiidae. Inga underarter finns listade i Catalogue of Life.